# Загірне (Стрийський район)

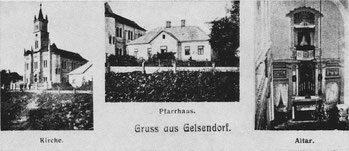
Протестанська кірха 1869 р. побyдови, бyдинок протестантського священика, вівтар кірхи

Загі́рне — село в Україні, у Стрийському районі Львівської області. Населення становить 1345 осіб. Орган місцевого самоврядування — Стрийська міська рада.

## Історія
На території сучасного села Загірне існувала німецька протестантська сільськогосподарська колонія Ге́льзендорф (нім. Gelsendorf — комарине село). Колонія була заснована в 1784 році — одне з багатьох поселень, створених під час колонізаційної програми, розпочатої австрійським імператором Йосифом II з 1782 року. До 1817 Гельзендорф було частиною міста Бріґідау (Brigidau). 
З відкриттям і видобутком природного газу з 1921 Гельзендорф був одним з найбагатших громад у Галичині. На полях навколишніх фермерів були побудовані в 20-х і 30-х роках 10 газових свердловин.
У 1941 році велика частина німецького населення була репатрійована в Німецький Рейх, на територію т. зв. Вартегау (область навколо річки Варти, захоплена у Польщі в 1939 і приєднана до Рейху). Тоді ж у Гельзендорфі був організований пересильний табір для поляків, що депортуються з Вартегау.

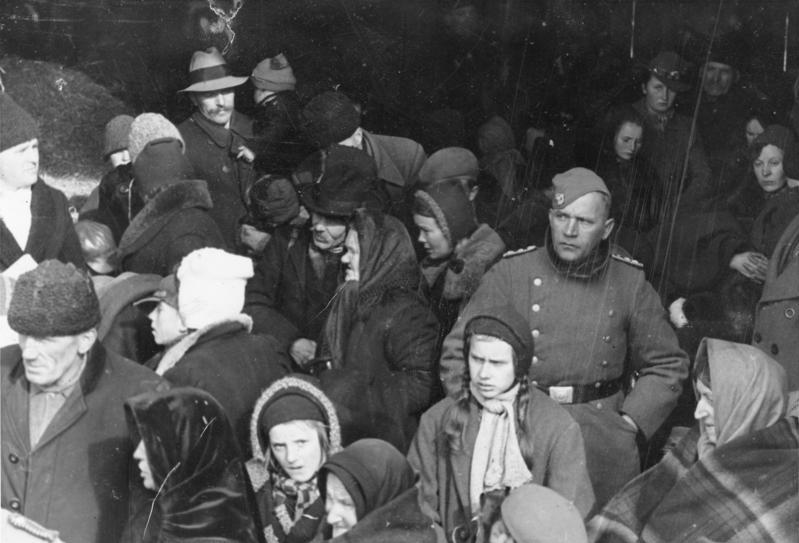
Гельзендорф, розподільний табір поляків, депортованих з Вартегау, 1941

На території Гельзендорфу була побудована найкрасивіша церква німецьких поселень у Галичині. Її було зруйновано у 1944 році під час війни.
У травні 1949 р. с-ще Гельзендорф перейменоване на с-ще Загірне.

## Політика

### Парламентські вибори, 2019
На позачергових парламентських виборах 2019 року у селі функціонувала окрема виборча дільниця № 461461, розташована у приміщенні будинку культури.
Результати
- зареєстровано 956 виборців, явка 60,77%, найбільше голосів віддано за «Слугу народу» — 34,94%, за Всеукраїнське об'єднання «Батьківщина» — 19,45%, за партію «Голос» — 16,52%.[2] В одномандатному окрузі найбільше голосів отримав Василь Загородній (самовисування) — 42,49%, за Володимира Наконечного (Слуга народу) — 17,10%, за Андрія Кота (самовисування) — 10,88%[3].

## Релігія
У селі розташована Церква святого Володимира Великого, що належить до Дашавського деканату Стрийської єпархії Львівської митрополії УГКЦ.

## Пам'ятки
- фігура Матері Божої;